# Ту-Риверс (тауншип, Миннесота)
Ту-Риверс (англ. Two Rivers) — тауншип в округе Моррисон, Миннесота, США. На 2000 год его население составило 582 человека.

## География
По данным Бюро переписи населения США площадь тауншипа составляет 71,4 км², из которых 70,2 км² занимает суша, а 1,2 км² — вода (1,74 %).

## Демография
По данным переписи населения 2000 года здесь находились 582 человека, 192 домохозяйства и 150 семей.  Плотность населения —  8,3 чел./км².  На территории тауншипа расположена 201 постройка со средней плотностью 2,9 построек на один квадратный километр. Расовый состав населения: 99,14 % белых, 0,17 % афроамериканцев, 0,17 % коренных американцев, 0,17 % азиатов и 0,34 % приходится на две или более других рас. Испанцы или латиноамериканцы любой расы составляли 0,52 % от популяции тауншипа.
Из 192 домохозяйств в 40,1 % воспитывались дети до 18 лет, в 69,3 % проживали супружеские пары, в 2,6 % проживали незамужние женщины и в 21,4 % домохозяйств проживали несемейные люди. 18,2 % домохозяйств состояли из одного человека, при том 6,3 % из — одиноких пожилых людей старше 65 лет. Средний размер домохозяйства — 3,03, а семьи — 3,52 человека.
29,2 % населения — младше 18 лет, 11,5 % — в возрасте от 18 до 24 лет, 29,7 % — от 25 до 44, 20,3 % — от 45 до 64, и 9,3 % — старше 65 лет. Средний возраст — 32 года. На каждые 100 женщин приходилось 129,1 мужчин.  На каждые 100 женщин старше 18 приходилось 127,6 мужчин.
Средний годовой доход домохозяйства составлял 47 656 долларов, а средний годовой доход семьи —  50 000 долларов. Средний доход мужчин —  33 000  долларов, в то время как у женщин — 19 464. Доход на душу населения составил 19 067 долларов. За чертой бедности находились 4,8 % семей и 5,5 % всего населения тауншипа, из которых 3,8 % младше 18 и 17,4 % старше 65 лет.